# Stronzate. Un saggio filosofico
Stronzate. Un saggio filosofico (titolo inglese originale: "On Bullshit") è il titolo di un saggio del filosofo Harry Frankfurt, pubblicato in origine nel 1986 e ripubblicato nel 2005 sotto forma di pamphlet. 
In Italia, l'opera è stata pubblicata nel 2005 dall'editore Rizzoli.

## Contenuti
Nel saggio, Frankfurt delinea una teoria della nozione di "stronzata", definendone il concetto e analizzandone le applicazioni in vari contesti.
La motivazione dello studio è chiara dall'incipit del saggio:
(Harry G. Frankfurt)
Frankfurt distingue il "dire stronzate" dal semplice mentire. Mentre, infatti, un bugiardo fa deliberatamente un'affermazione falsa (quindi, conoscendo egli stesso la verità), colui che dice una stronzata ("bullshitter", in inglese) è semplicemente disinteressato alla verità stessa.
I "bullshitters" mirano principalmente a impressionare il proprio pubblico. Mentre il mentitore deve conoscere la verità per poterla meglio nascondere o contraffare, il "bullshitter" non fa uso alcuno della verità o della nozione di verità.
Per questo motivo, Frankfurt afferma che "la stronzata è un nemico della verità più grande della menzogna".
Per Frankfurt la pericolosità della "stronzata" è appunto nel diffondere l'idea che è impossibile sapere come stanno veramente le cose. Ne consegue che qualunque forma di argomentazione critica o analisi intellettuale è legittima, e vera, se è persuasiva. Tutto questo, secondo l'autore, è effetto di una forma di vita culturale in cui le persone sono sovente chiamate, o si sentono chiamate, a parlare di argomenti di cui sanno poco o nulla. In particolare Frankfurt porta ad esempio due conoscenti che discutono sulla necessità o meno di passare 2 settimane di vacanza in Portogallo e l'aneddoto si conclude con la parola usata poi come titolo del saggio pronunciata da uno dei due interlocutori per epitetare le frasi argomentate dall'altro.

## Conseguenze
Dopo la pubblicazione del libro il termine bullshit è diventato una sorta di termine tecnico in ambito psicologico con studi e ricerche sulla ricettività alle stronzate (bullshit receptivity).